# Sandy van Ginkel
Harmen Peter Daniel (později Sandy) van Ginkel, CM (10. února 1920 – 5. července 2009) byl nizozemsko– kanadský architekt a urbanista. Patří mezi vůdčí osobnosti v plánování výstavy Expo 67.

## Život
Architekturu vystudoval na Elckerlyc Academy of Architecture and Applied Art v Lage Vuursche a sociologii na Utrechtské univerzitě. Během druhé světové války se aktivně zapojil do nizozemského odboje. Po studiích pracoval v projekčních a architektonických kancelářích v Nizozemsku, Švédsku a Irsku. Nakonec si vysloužil vlastní kancelář v Amsterdamu. Měl několik společných projektů s Aldo van Eyckem. Jako člen Congrès International d'Architecture Moderne vypracoval Doornský manifest spolku Team 10.
Oženil se s kanadskou architektkou britského původu Blanche Lemco, s níž se seznámil na kongresu CIAM v Aix-en-Provence v roce 1953. Poté se oba přestěhovali do Montrealu. Zde založil projekční a manažerskou firmu van Ginkel Associates. Následně sehrál významnou roli při záchraně starého Montrealu před zničením na počátku 60. let. Jako zástupce ředitele nově vzniklého plánovacího oddělení města Montrealu přesvědčil úřady, aby upustily od plánů na výstavbu rychlostní silnice, která by protnula staré město.
V roce 2007 byl jmenován členem Řádu Kanady jako uznání za svůj příspěvek k lepšímu pochopení vlivu infrastruktury na charakter městského rozvoje.
Zemřel ve spánku 5. července 2009 v domově důchodců v Torontu.